# Swifties

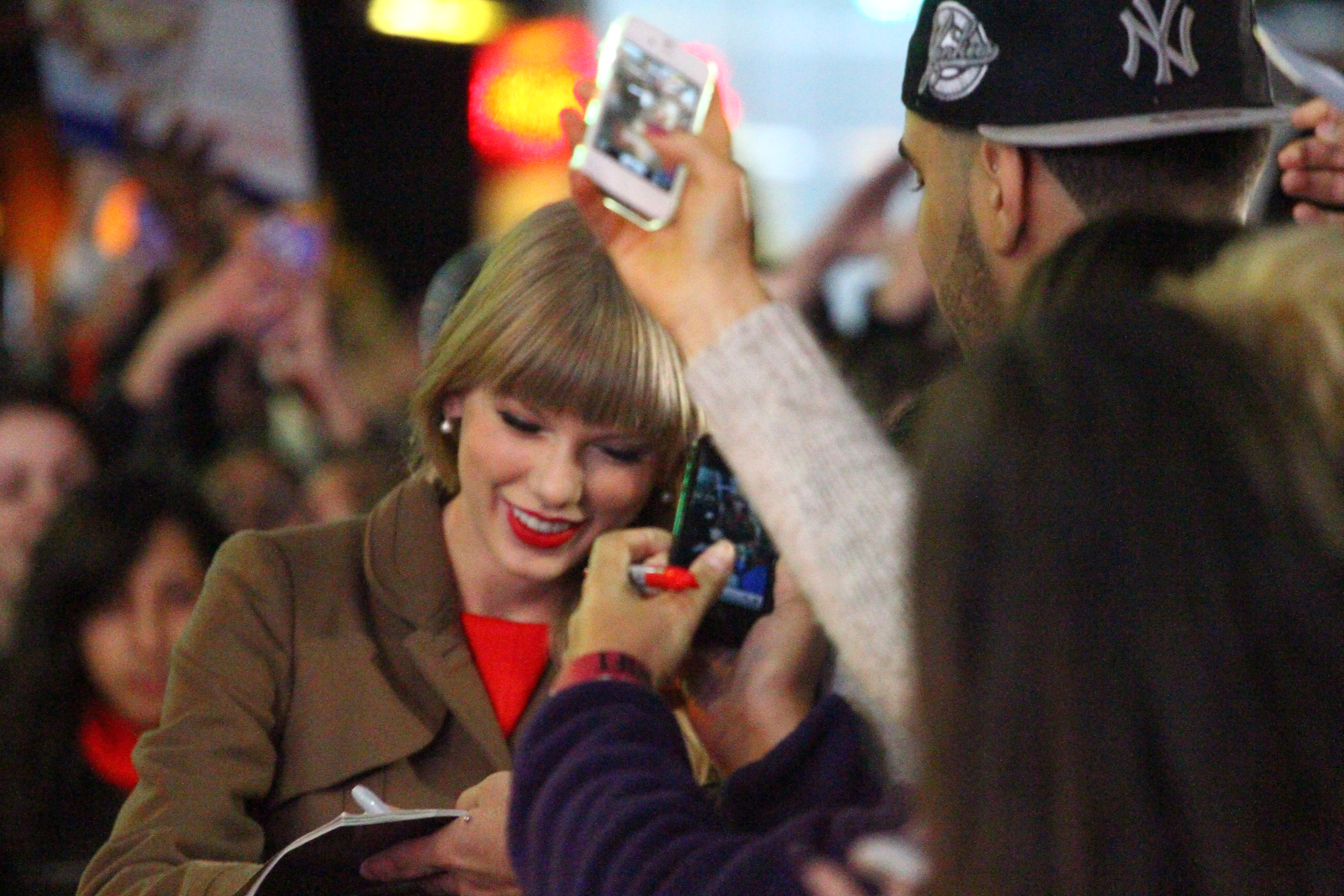
Taylor Swift interagissant avec les Swifties rassemblés devant le studio Good Morning America à New York (2012)

Les Swifties sont le fandom de l'auteure-compositrice-interprète américaine Taylor Swift. Considérés par les journalistes comme l'une des bases de fans les plus importantes, les plus dévouées et les plus influentes, les Swifties sont connus pour leurs niveaux élevés de participation, de créativité, leur sentiment d'appartenir à une communauté, et leur impact sur l'industrie de la musique et sur la culture populaire. Ils font l'objet d'une large couverture médiatique dans les médias mainstream.
Les critiques estiment que Swift a redéfini la relation artiste-fandom en établissant un lien intime avec les Swifties. Elle engage, aide, crédite et donne fréquemment la priorité à ses fans, tandis que ces derniers offrent un soutien et un intérêt sans précédent pour ses œuvres, indépendamment de son accueil hésitant dans les médias. Ils continuent à soutenir Swift à travers ses transitions de genre et ses pivots artistiques inattendus, l'aide lors de ses controverses très médiatisées telles que le conflit de ses masters de 2019, incitent le contrôle politique de Ticketmaster qui a conduit à la mise en œuvre de diverses lois et stimulent la croissance économique avec l'impact culturel du Eras Tour. Les sorties, les efforts promotionnels et le style vestimentaire de Swift attirent l'attention pour l'incorporation d'easter egg et d'indices décodés par les Swifties et considérés comme faisant partie de son univers musical. Le mot Swiftie(s) est ajouté à l'Oxford Dictionary of English (en) en 2023.
Les Swifties ont un impact sur l'industrie musicale et la culture populaire. Les analyses culturelles les décrivent de manière variable comme une communauté d'intérêts, une sous-culture et un quasi- métavers, tandis que les universitaires les étudient pour leur consumérisme, leur création de contenu, leur capital social, leur effervescence collective, leur prolificité organisationnelle et leurs relations interpersonnelles. Les Swifties font également l'objet de critiques, certains membres de la base de fans faisant preuve de mépris pour la vie privée de Swift en publiant ses emplacements en temps réel. Les médias rapportent que certains Swifties en ligne se livrent à des attaques verbales contre des individus, y compris des célébrités, qui calomnient Swift, tandis que d'autres critiquent Swift pour une multitude de raisons politiques et personnelles.

## Histoire
Taylor Swift commence à écrire, enregistrer et sortir de la musique country en 2006. Avant de sortir son premier single, Tim McGraw (2006), elle utilise les réseaux sociaux. Elle est l'une des premières artistes country à utiliser Internet comme outil de marketing pour sa musique, se promouvant principalement sur Myspace et se connectant avec des auditeurs qui aiment sa musique lorsqu'elle est diffusée à la radio,,. Elle crée son compte MySpace le 31 août 2005, un jour avant l'inauguration de son label d'alors, Big Machine Records. Les chansons de Swift sur MySpace recueillent plus de 45 millions d'écoutes, ce que Scott Borchetta, le PDG du label, fournit aux programmeurs de radio country « sceptiques » pour les convaincre des fans existants pour les chansons de Swift.
Swift sort son premier album studio éponyme aux États-Unis en octobre 2006. Il se vend à 40 000 exemplaires au cours de sa première semaine, mais devient un sleeper hit car ses ventes restent constantes au fil du temps, atteignant un million d'exemplaires en novembre 2007. Il enregistre sa semaine de ventes la plus élevée en janvier 2008, avec 187 000 copies. Ce succès dormant contribue à une augmentation rapide de la notoriété de Swift au sein et au-delà de la scène musicale country. Taylor Swift passe 24 semaines à la première place du classement américain des meilleurs albums country et devient l'album le plus ancien de la décennie 2000 sur le Billboard 200 tous genres,. Son album suivant, Fearless, sort en novembre 2008 et devient l'album le plus vendu de 2009. Il obtient un succès international significatif au-delà de l'anglosphère, où la musique country n'est alors pas populaire, et ses singles Love Story et You Belong with Me deviennent des succès croisés sur les radios pop catapultant Swift vers la renommée grand public et élargissant son public,. Le succès permet d'établir des bases de fans dédiées à Swift sur des marchés étrangers tels que le Royaume-Uni, l'Irlande, le Brésil, les Philippines, la Chine, le Vietnam, Taiwan, l'Inde, et le Japon,. Ses albums suivants, qui la voit expérimenter des styles pop, rock, électronique, folk et alternatif, contribuent à élargir sa base de fans et à diversifier sa démographie au cours des décennies suivantes,.

### Étymologie
Le mot « Swiftie » pour désigner un fan de Swift gagne en popularité à la fin des années 2000. Étymologiquement, le mot est formé à partir du nom de Swift et du suffixe « ie » (ou parfois « y » comme dans « Swifty »), qui est souvent utilisé dans des diminutifs pour impliquer de l'affection. Taylor Swift déclare dans une interview à Vevo en 2012 que ses fans s'appelent eux-mêmes « Swifties », ce qu'elle trouve « adorable ». Swift dépose le terme de marque en mars 2017. En 2023, l'Oxford Dictionary of English définit Swiftie comme un nom signifiant « un fan enthousiaste de la chanteuse Taylor Swift ». Selon le dictionnaire, certains mots qui colocalisent avec Swiftie dans l'usage populaire sont « fandom », « inconditionnel », « hardcore » et « autoproclamé ». Selon Dictionary.com, le terme Swiftie implique souvent que la personne est « un fan très passionné et fidèle, par opposition à un simple auditeur occasionnel ».

## Relation avec Swift

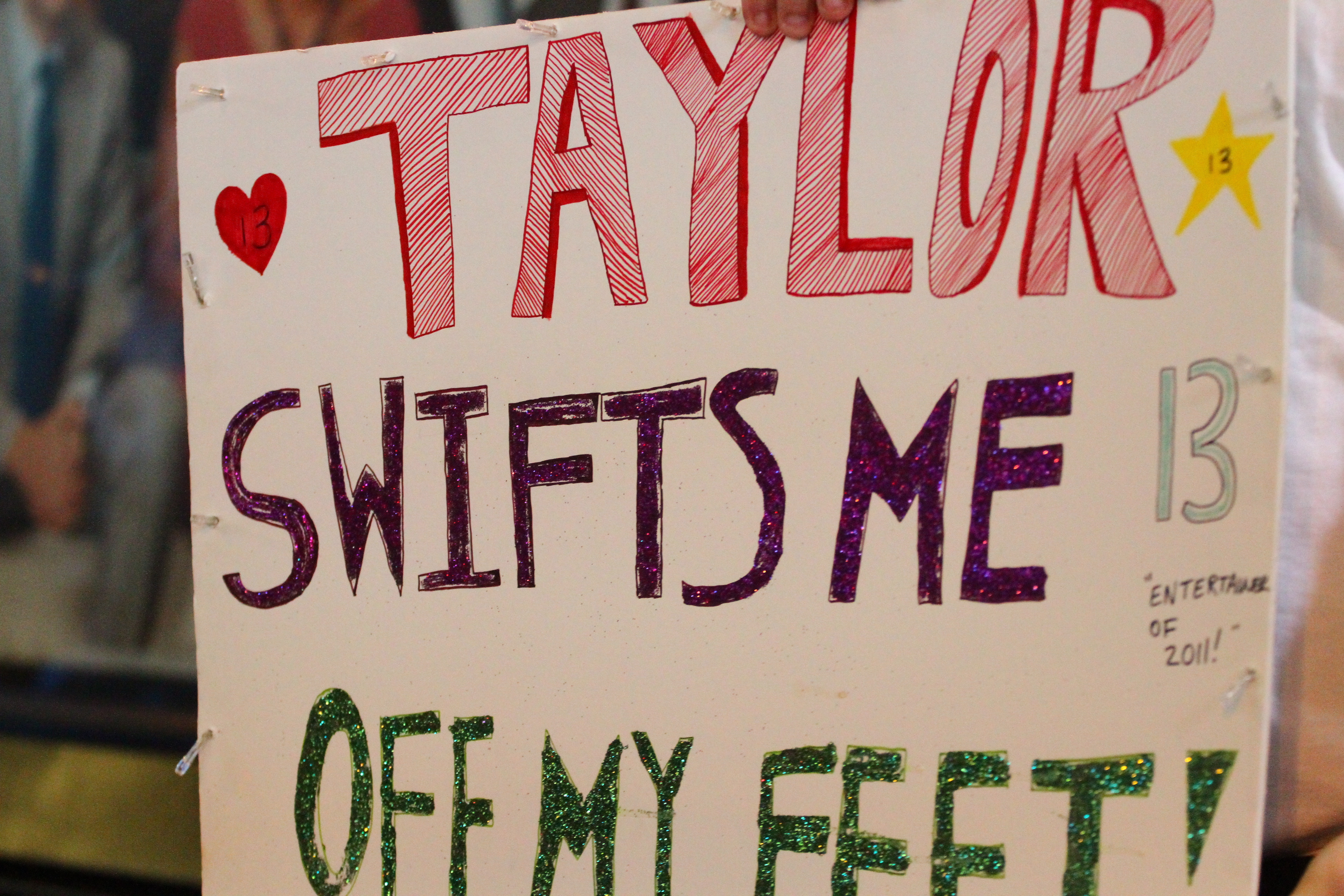
Une affiche de fan réalisée par un Swiftie.

Swift entretient une relation étroite avec les Swifties, à qui de nombreux journalistes attribuent son influence culturelle,. Pour le Washington Post, Swift et les Swifties font « tous partie d'un grand groupe d'amis ». Elle a « révolutionné » la relation qu'une célébrité peut entretenir avec ses fans, selon le New York Times. De nombreux fans se sentent connectés à elle car ils « ont grandi avec elle et sa musique »,. Lora Kelley de The Atlantic déclare que Swift « comprend la puissance de l'expérience de groupe ». Son lien avec les fans est considéré comme unique pour les artistes de sa stature ; elle interagit avec eux sur les réseaux sociaux, leur envoie des cadeaux, les sélectionnent pour assister à des concerts intimes ou à des rencontres, fait des visites surprises, participe à certaines de leurs réceptions (comme un mariage ou une fête prénuptiale), et offre des billets gratuits aux fans défavorisés ou malades,,. L'habitude de Swift de regarder ce que ses fans font en  ligne est qualifiée de Taylurking par les fans.
En juin 2010, Swift organise une rencontre de 13 heures dans le cadre du festival CMA à Nashville, Tennessee. En 2014, 2017 et 2019, elle organise les « Secret Sessions », une série de soirées d'écoute d'albums avant-première pour les fans dans ses maisons, et un événement de Noël 2014 surnommé par les fans sous le nom de Swiftmas, où Swift a envoyé des colis de cadeaux de Noël aux fans et en a livré certains en main propre. Swift écrit également des chansons en l'honneur de ses fans, comme Long Live (2010) ou Ronan (2012) ; ce dernier est une chanson caritative sur le fils d'un fan, âgé de quatre ans, décédé d'un neuroblastome. En 2023, elle invite gratuitement 2 200 fans à la première mondiale de son film-concert, Taylor Swift: The Eras Tour. Zoya Raza-Sheikh de The Independent rapporte que Swift « reste à l'avant-garde de l'offre d'expériences basées sur les fans pour cultiver un public toujours plus nombreux. Qu'il s'agisse d'invitations personnelles à la maison du chanteur pour des soirées d'écoute d'album, alias Secret Sessions, ou des rencontres avant le spectacle, elle continue de donner la priorité à ses fans »

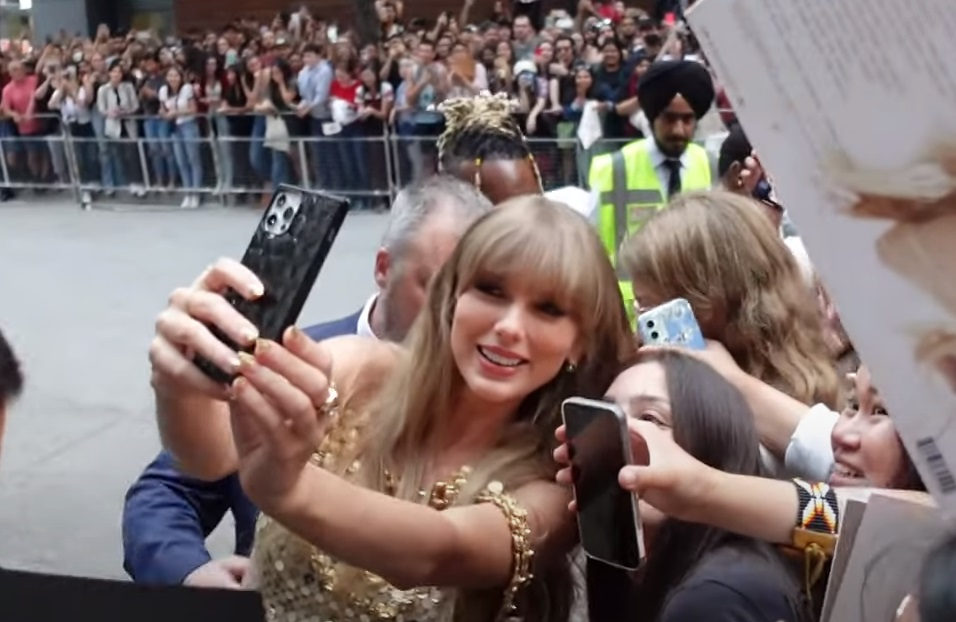
Swift prend des photos avec des fans devant le Festival international du film de Toronto en 2022.

Avec sa large base de fans, Swift est l'une des personnes les plus suivies sur les réseaux sociaux,,. Selon Nathan Hubbard, responsable de billetterie, Swift est le premier musicien « à être nativement en ligne ». La critique de Rolling Stone, Brittany Spanos, estime que Swift a accru sa base de fans sur les réseaux sociaux : « Elle utilisait Tumblr bien au-delà de son apogée. Twitter. Elle est maintenant sur TikTok, commentant les vidéos des gens. ». La partie de TikTok dominée par les Swifties est connue sous le nom de « SwiftTok ». Une étude qualitative de 2024 sur les Swifties attribue « la divulgation constante de Swift et sa personnalité authentique sur les réseaux sociaux » pour la relation exceptionnelle des Swifties avec Swift.
Les surnoms généralement utilisés par les Swifties pour Taylor Swift incluent "Blondie" (faisant référence à ses cheveux blonds), "T-Swizzle" (d'après les paroles de la chanson parodique de Swift de 2009 Thug Story avec le producteur de disques américain T-Pain) et "The Music Industry" (en référence à son influence sur l'industrie musicale). Les Swifties chinois la surnomme "Meimei" (霉霉), un jeu de mots basé sur le caractère chinois "Mei" (霉) pour « malchanceux » qui a depuis été adopté par les médias d'État chinois,.
Elle fait un don aux fans pour couvrir leurs prêts universitaires, leurs frais médicaux, leur loyer ou d'autres dépenses. En 2018, elle achète une maison pour une fan sans abri et enceinte. Son don important à un fan atteint de leucémie sur GoFundMe en 2015 amène la plateforme de financement participatif à élargir sa politique. En 2023, des milliers de Swifties ont collectivement fait un don de 125 000 dollars via GoFundMe à la famille d'un compatriote Swiftie qui a été heurté et tué par un conducteur ivre alors qu'il rentrait chez lui après un concert de Swift. Une grande partie du montant donné est versée par tranches de 13 $, le numéro préféré de Swift.

## Tradition et communauté
Les journalistes décrivent les œuvres de Swift, sa célébrité et la fanfare qui les entoure comme un monde à part entière, le qualifiant d'« univers » musical soumis aux analyses des Swifties. Propagée par son utilisation prolifique des easter eggs et « son lien inhabituellement étroit avec ses fans »,. Swift est une source de mythe dans la culture populaire. Ses tenues, accessoires, diction, codage couleur et numérologie sont également des easter eggs,. Les Swifties sont connus pour leurs théories de fans, ayant acquis la réputation d'être « les meilleurs détectives en ligne » pour décomposer et associer divers éléments qu'ils considèrent comme des indices ou des easter eggs,. Selon Bruce Arthur du Toronto Star, « Swift est suivie par des fans dont le dévouement à sa mythologie est byzantin et complexe et messianique. »
Glamour et le Washington Post  qualifient cette tradition d'univers cinématographique Taylor Swift,. Entertainment Weekly l'appelle le Taylor Swift Musical Universe : « une pop star connue pour ses prodigieuses allusions, dont les fans transforment chaque information en une fouille archéologique en ligne ». Dans The Guardian, Adrian Horton déclare que le « Swiftverse » est une sous-culture des médias de masse, cultivée par « des années de worldbuilding et de mythologie Swiftienne », tandis qu'Alim Kheraj écrit que Swift a transformé la musique pop en un « puzzle multijoueur » impliquant une base de fans. engagement, que d’autres artistes ont tenté de reproduire. Selon Sinéad O'Sullivan dans The New Yorker, le Swiftverse est « un univers de fans, rempli de récits complexes en séquence qui ont été contextualisés à travers de multiples perspectives » à travers les albums de Swift.
Andrew Unterberger de Spin écrit que les symbolismes sont « des éléments inextricables de l'expérience Taylor Swift » et sont essentiels à la compréhension de son travail. Pour Caroline Mimbs Nyce de The Atlantic, le fandom de Swift est presque un métavers : « une immense communauté virtuelle non amarrée à une seule plateforme, basée sur un monde autour de Taylor Swift, à laquelle il ne manque que l'espace virtuel 3D pour se retrouver. »; Selon Yahr, Swift aime intégrer « des indices, des astuces et des énigmes » dans ses œuvres, ses publications sur les réseaux sociaux et ses interviews, construisant une auto-mythologie qui, selon les fans, pourrait avoir une signification cachée et tenter de décoder, comme une date de sortie, le titre d'une chanson ou d'un album ou un élément artistique. Madeline Merinuk de Today observe comment les easter eggs de Swift, qui étaient à l'origine de courts messages cachés dans un emballage de CD élaboré, sont devenus plus innovants et complexes au fil du temps. L'analyse critique est qualifiée de « Swiftology » dans les médias,. Par exemple, l'écharpe mentionné dans All Too Well est un sujet de mythologie,,.
Swift est connue pour ses lancements d'albums et ses concepts promotionnels, souvent appelés « eras »,,. Chaque époque est caractérisée par une idée esthétique, une palette de couleurs, une ambiance et un style de mode,,. En tant que telle, Swift réinvente son image et son style tout au long de sa carrière, ce qui, selon Ashley Lutz de Fortune, contribue à élargir sa base de fans. La rédactrice en chef de Today Elena Nicolaou explique comment les Swifties, qui sont pour la plupart des millennials, intègrent la culture Swiftie dans leurs mariages et autres événements.

### Caractéristiques sociologiques

Les Swifties ont fabriqué et partagé des bracelets d'amitié lors du Eras Tour (2023-2024), inspirés de la chanson You're on Your Own, Kid. Le numéro 13, en tant que numéro préféré et porte-bonheur de Swift, est également souvent référencé par les fans.

Les Swifties sont décrits comme une base de fans fidèles avec des niveaux élevés de participation et de créativité ; des fans dévoués dans des pays étrangers comme la Chine traduisent ses paroles et coordonnent des événements à grande échelle liés à Swift. Leur accueil positif de Reputation, sorti après sa controverse de 2016, démontre leur engagement envers elle, quel que soit le changement de ton dans son talent artistique et sa perception du public. Billboard écrit que le succès sans précédent des albums réenregistrés de Swift sont une preuve supplémentaire de leur fidélité. Selon Willman, le succès des réenregistrements inspire d'autres artistes à « utiliser les fans comme une arme dans leurs conflits commerciaux ». L'auteur Amanda Petrusich décrit l'allégeance des Swifties comme à la fois « puissante et effrayante ». La critique du Guardian, Rachel Aroesti, écrit : « Vous ne pouvez pas discuter avec sa base de fans, d'une dévotion immaculée et d'une population ahurissante. »

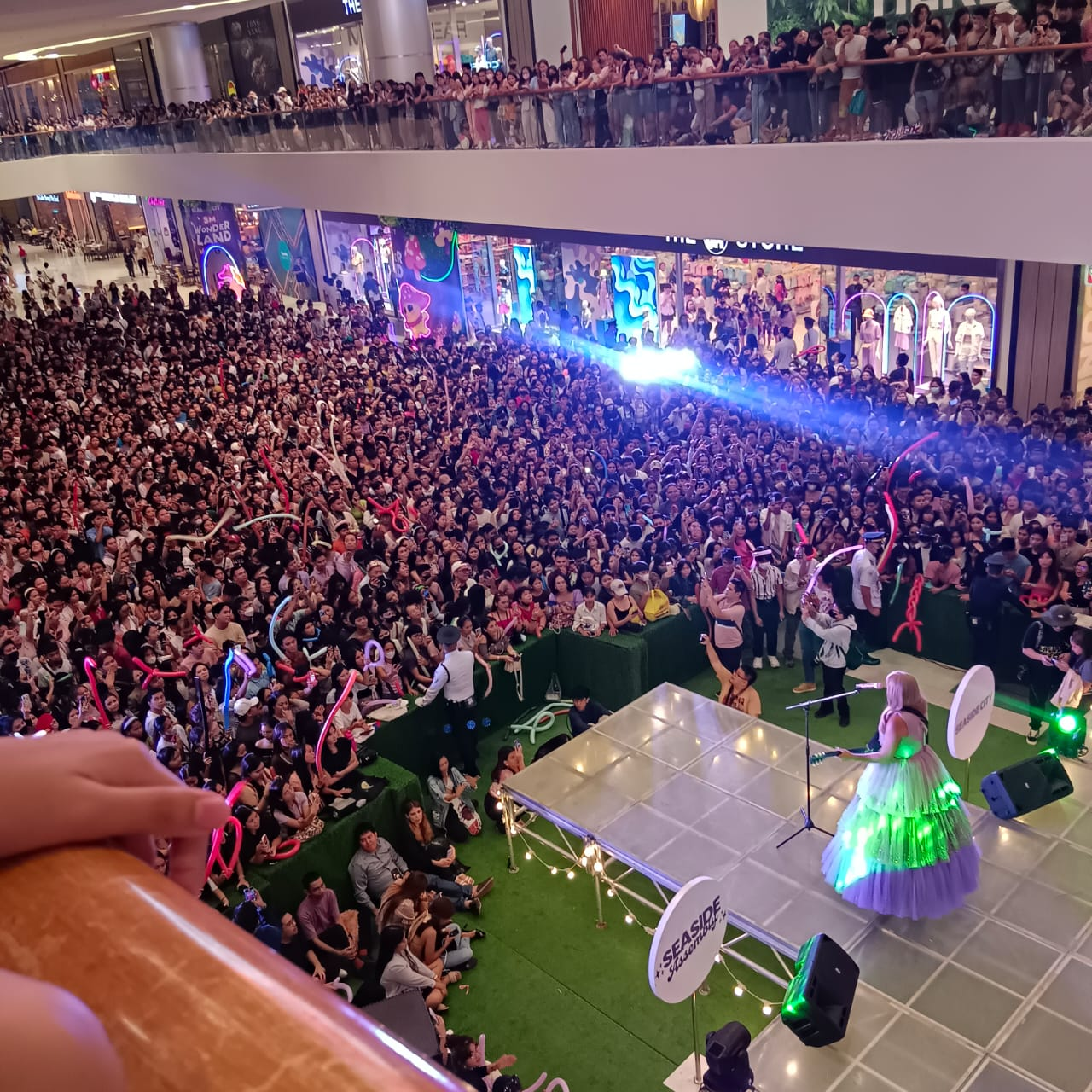
La drag queen philippine Taylor Sheesh, connue pour se faire passer pour Swift, est devenue célèbre grâce aux Swifties.

Le phénomène consumériste consistant à participer ou à acheter tout ce qui concerne Swift est appelé « l'effet Taylor Swift » par les publications,,. Pour les scientifiques d'affaires Brendan Canavan et Claire McCamley, la relation entre Swift et Swifties représente le consumérisme post-postmoderne. Le sociologue Brian Donovan déclare : « Il est facile de rejeter la frénésie entourant Swift comme un culte insensé des héros. Pourtant, les Swifties ont montré le pouvoir du fandom pour créer des liens sociaux qui transcendent le consumérisme. ». Il loue la capacité de Swift à « puiser dans l'état d'esprit de collectionneur de son fandom ». Arthur déclare : « Les gens aiment considérer les Swifties comme un cas extrême, mais cela fonctionne en quelque sorte de la même manière que dans le sport. »
La frénésie des fans, généralement appelée Swiftmania, est considérée comme l'équivalent de la Beatlemania au xxie siècle par des journalistes tels que Jon Bream de Star Tribune, qui déclare que « Swift a réalisé une monoculture autrefois impensable, un redux zeitgeistian de la Beatlemania »,. Les émissions et les programmes télévisés mettant en vedette Swift connaissent souvent des pics d'audience en raison des Swifties,. Outre les artistes musicaux qui citent Swift comme une influence, comme Olivia Rodrigo, Halsey et Camila Cabello, diverses autres célébrités se décrivent comme des Swifties,.

## Impact industriel
Les Swifties sont largement couvertes pour leur soutien à Swift en termes de succès commercial. Swift est connue pour ses ventes importantes de CD et de vinyles, même si la scène musicale du xxie siècle est passée à une industrie largement numérique. De 2014 à 2015, Swift conteste les services de streaming musical Spotify et Apple Music pour réglementer leurs politiques visant à protéger l'intégrité des artistes,. Elle annonce que 1989, son tout premier album de musique pop, ne sortirait pas sur Spotify, pour protester contre les paiements « minuscules » versés aux musiciens par la plateforme. Certains journalistes, comme Nilay Patel de Vox, critiquent les convictions de Swift ; Patel déclare qu'Internet a saboté le format de l'album et affirme que la plupart des fans n'achèteront plus un CD de Swift. De nombreux membres de l'industrie estiment que le départ de Swift de la musique country et des plateformes de streaming aurait un impact sur les ventes de l'album. Les publications prévoyaient que 1989 ne se vendrait pas à plus d'un million d'exemplaires au cours de sa première semaine comme l'avaient fait ses albums précédents Speak Now (2010) et Red (2012),. Cependant, 1989 est un succès sans précédent pour Swift malgré le manque de support de streaming, largement acheté par les fans sous forme de CD auprès de Target ; l'album se vend à 1,28 million d'exemplaires au cours de sa semaine d'ouverture. Dans les années 2020, les Swifties sont également reconnus comme l'un des facteurs à l'origine du renouveau du vinyle. Les variantes de l'album LP de Swift sont vendues exclusivement à de petites entreprises, augmentant ainsi leurs bénéfices,.
Les fans de Swift accroissent la publicité entourant sa dispute sur ses masters de 2019 avec Big Machine et l'homme d'affaires américain Scooter Braun et contribuent au succès de ses efforts de réenregistrement,,. Une pétition en ligne lancée par un fan sur Change.org, appelant Braun et Borchetta à « cesser de prendre en otage l'art de Swift », rassemble 35 000 plaignants au cours des trois premières heures. Michael Jones, directeur général de Change.org, décrit la pétition comme « l'une des pétitions qui connaît la croissance la plus rapide sur la plateforme ce mois-ci ». Braun, cependant, affirme que Swift a « militarisé » sa base de fans en rendant le différend public. Les Swifties découvrent également que le groupe Carlyle, partenaire de Braun dans le conflit, fournit des armes à la guerre civile au Yémen, ce qui est confirmé par des publications telles que le New York Times,,.
Les œuvres de Swift, y compris les tournées de concerts telles que le Eras Tour, sont connues pour stimuler les économies environnantes. L'impact économique — largement induit par les Swifties et attribué aux entreprises « en plein essor » du voyage, de l'hébergement, des cosmétiques, de la mode et de l'alimentation — augmente considérablement les revenus touristiques des villes,,. Le Los Angeles Times décrit les Swifties comme un microcosme économique. En novembre 2022, la prévente américaine du Eras Tour est mal gérée par Ticketmaster, faisant l'objet d'un large examen public et politique. En raison de la demande « astronomique » des fans, le site Ticketmaster plante mais 2,4 millions de billets sont vendus, battant le record du plus grand nombre de billets de concert vendus par un artiste en une seule journée. Ticketmaster attribue le crash au trafic « historiquement sans précédent » du site,. Les fans et les organisations de consommateurs accusent Ticketmaster de tromperie et de monopole. Les réactions intenses des fans amènent plusieurs membres du Congrès américain à souligner la fusion de Ticketmaster et de sa société mère Live Nation Entertainment, et le Département de la Justice des États-Unis à ouvrir une enquête sur Live Nation-Ticketmaster, tandis que plusieurs fans poursuivent en justice les entreprises pour tromperie intentionnelle, fraude, fixation des prix et violations des lois antitrust. Sous la pression du président américain Joe Biden, Ticketmaster et d'autres sociétés de billetterie ont accepté de mettre fin aux frais indésirables. Entertainment Weekly et The AV Club classent « Swifties vs. Ticketmaster » comme l'une des plus grandes actualités culturelles de 2022,. La journaliste de CNN, Allison Morrow, écrit dans un article intitulé "One Nation, Under Swift" que les fans de Swift ont uni les partis contre Ticketmaster d'une manière « que les pères fondateurs n'avaient pas prévu ».
Remarquant la tendance croissante des soirées dansantes sur le thème de Swift dans le monde, les commentateurs de l'industrie constatent que la position culturelle de Swift en tant qu'élément incontournable du paysage musical du xxie siècle permettait aux boîtes de nuit d'en profiter en organisant des événements spéciaux pour les fans,,. L'une de ces soirées est les "Swiftogeddon", qui a commencé comme un événement Swiftie unique à Londres et s'est transformée en une tournée nocturne dans tout le Royaume-Uni qui affiche complet chaque week-end. Des programmes de téléréalité américains tels que Dancing with the Stars et The Voice organisent des soirées spéciales sur le thème de Swift en 2023,. Les tendances Swiftie inspirent également diverses marques. AV Club déclare que « généralement, les pop stars sont des produits et le fandom est le consommateur », mais les Swifties sont eux-mêmes un produit. Par exemple, l'expression « apparemment ranch » est devenue virale après qu'un compte de fan sur Twitter l'ait utilisée pour sous-titrer une photo des collations de Swift lors d'un match de la National Football League (NFL), engendrant une série de mèmes et provoquant des entreprises alimentaires comme Heinz, McDonald's, KFC, Hidden Valley et Primal Kitchen pour le récupérer pour leurs produits et leur marketing,,.

## Données démographiques
Selon une enquête réalisée en 2023 par Morning Consult (en), aux États-Unis, 53 % des adultes se sont déclarés fans de Taylor Swift, dont 44 % se sont identifiés comme Swifties et 16 % comme ses fans « passionnés ». Parmi les fans, 52 % sont des femmes et 48 % des hommes. Sur le plan racial, 74 % des fans sont blancs, 13 % sont noirs, 9 % sont asiatiques et 4 % sont d'autres races. Politiquement, 55 % des fans sont démocrates, 23 % républicains et 23 % indépendants. En termes de générations, 45 % sont des millennials, 23 % sont des baby boomers, 21 % sont de la génération X et 11 % sont de la génération Z. Les journalistes notent également une augmentation du nombre de baby-boomers et de fans de la génération X de Swift, connus sous le nom de « seniors Swifties »,.

### Rôle politique
Brooke Schultz de l'Associated Press qualifie les Swifties de groupe démographique d'électeurs influents dans la politique américaine : « la puissance et la taille du fandom de Swift ont stimulé les conversations sur les inégalités économiques, simplement symbolisées par Ticketmaster ». Selon une enquête de 2023 rapportée par le Times, 53 % des adultes américains se considèrent comme des « fans » de Swift, des audiences dont la journaliste Ellie Austin déclare que Biden et Trump « ne peuvent que rêver ». Austin explique que même si Swift elle-même est alignée à gauche, certains conservateurs la « convoitent » encore, ce qui en fait un facteur décisif dans la politique américaine. En mai 2023, le Texas approuve la loi intitulée Save Our Swifties, interdisant l'utilisation de robots pour acheter des billets en masse,. Des projets de loi similaires sont lancés dans divers États américains et au Congrès américain,. À l'échelle internationale, des candidats à la présidentielle tels que Gabriel Boric au Chili et Leni Robredo aux Philippines ont fait appel ou se sont commercialisés auprès des Swifties au cours de leurs campagnes électorales respectives,.

## Critique
Les Swifties sont critiqués pour certains comportements. Les journalistes dénoncent les interactions parasociales que certains Swifties entretiennent avec Swift, notamment un intérêt excessif pour la vie privée de la chanteuse,. Les fans envahissent les endroits où elle est aperçue. Swift elle-même parle à plusieurs reprises de son manque d'intimité. Dans Miss Americana, lorsqu'elle quitte son appartement de Tribeca entourée de fans et de spectateurs devant sa porte, elle déclare qu'elle est « très consciente du fait que ce n'est pas normal ».
Certains fans auraient également attaqué, harcelé ou envoyé des menaces de mort en ligne, et intimidé d'autres célébrités, journalistes et internautes pour diverses raisons, comme parler négativement de Swift,,. À la suite du conflit pour ses masters, Scooter Braun affirme avoir reçu des menaces de mort de la part de Swifties. Vice qualifi le fandom de « communauté à parts égales accueillante mais fermée, prise dans les affres d' une culture de célébrité idéaliste et obsessionnelle ».
Alors que les Swifties sont généralement perçus comme un fandom unanimement favorable à Swift, les membres de la base de fans la critiquent également à plusieurs reprises au fil des ans. Les raisons incluent l'activisme politique insuffisant de Swift, comme lors de l'élection de Donald Trump ou le conflit israélo-palestinien,, et les individus avec lesquels elle est associée dans les médias, comme Matty Healy, connu pour ses déclarations controversées et qui serait un ancien intérêt romantique de la chanteuse. Les médias rapportent que Taylor Swift critique également ses fans ou certains de ses fans dans certaines paroles de son dixième album studio, The Tortured Poets Department (2024), en bonne place dans les morceaux But Daddy I Love Him et Who's Afraid of Little Old Me? pour atteinte à sa vie privée.

### Gaylor
Gaylor est une théorie du complot qui prétend que Swift est secrètement lesbienne. Une petite faction des Swifties, qui se font appeler « Gaylors », soutient et promeut la théorie, estimant que Swift fait allusion à son homosexualité à travers sa musique et son style de vie, même si elle déclare qu'elle « ne fait pas partie » de la communauté LGBT mais se considère comme une alliée. Certains Gaylors shippent spécifiquement Swift avec Karlie Kloss, Dianna Agron, ou les deux, affirmant que Swift est sorti avec elles dans le passé et accusent Swift de queerbaiting si elle n'est pas gay. La plupart des Swifties critiquent les théories de Gaylor comme étant farfelues, malveillantes et irrespectueuses envers Swift. Les journalistes la rejettent également comme une théorie du complot invasive et sans fondement,,. Gaylors allèguent qu'un certain nombre de chansons publiées par Taylor Swift confirment son intérêt romantique pour les femmes et qu'elle entretient également une relation amoureuse avec les actrices Emma Stone et Cara Delevigne. Ils affirment que la chanson de Swift de 2023 When Emma Falls in Love est une reconnaissance de sa relation avec Stone, bien que Swift et Stone ne se soient qualifiés que d'amis proches dans les médias. Cependant, la majorité des Swifties considèrent la relation passée entre Stone et l'acteur Andrew Garfield comme source d'inspiration pour la chanson. Dans le prologue de l'album de 1989 (Taylor's Version), Swift reconnait que ses amitiés féminines ont été sexualisées, tout comme la couverture médiatique des tabloïds sur ses connaissances masculines,. Un article d'opinion de janvier 2024 de l'écrivaine Anna Marks, publié dans le New York Times, émet l'hypothèse que Swift est une personne queer dans le placard sur la base des perceptions de Marks des paroles et de l'esthétique de Swift, suscitant les critiques de Swifties et d'autres lecteurs. Par la suite, CNN Business rapporte que le personnel de Swift a trouvé l'article « envahissant, faux et inapproprié »,.

## Études universitaires
Les Swifties font l'objet d'un intérêt journalistique et universitaire, étudiés pour leur capital social, leurs caractéristiques consuméristes et leurs relations interpersonnelles, Leur « création de contenu prolifique, leur maîtrise du numérique, leur capacité d'organisation et leurs comportements en ligne parfois vicieux » sont également des sujets d'étude, selon les chercheurs en culture Internet Cristina López et Avneesh Chandra. Donovan distingue les « fans de Taylor Swift » des Swifties, estimant que ces derniers sont une sous-culture caractérisée par une effervescence collective, contrairement aux autres fanbases. Certains linguistes qualifient le langage codé par les fans et basé sur les paroles de « fanilect ». Une carte du réseau publiée en 2023 par López et Chandra divise les Swifties en six factions distinctes en fonction des interactions en ligne et des sujets de discussion. Une étude qualitative de 2024 sur les Swifties indonésiens affirme que l'interaction parasociale avec Swift et les interactions entre Swifties rassasient « les gratifications des fans sur les réseaux sociaux pour le divertissement, les interactions sociales et la recherche d'informations ». Diverses universités accueillent également des fan clubs dédiés à Swift,,.